# Monster Musume
Everyday Life with Monster Girls (яп. モンスター娘のいる日常 Монсутаː Мусумэ но Иру Нитидзё, «Повседневная жизнь с девушками-монстрами») — манга, автором сюжета и иллюстратор которой Окаядо (псевдоним, настоящее имя мангаки — Такэмару Инуи). Аниме-адаптация транслировалась с 7 июля по 12 ноября 2015 года, также по мотивам манги была выпущена видеоигра.

## Сюжет
Действие происходит в параллельной реальности, в мире, примерно соответствующем нашему, но в нём существуют волшебные существа из мифов и легенд. В Японии, в рамках закона о «Межвидовом культурном обмене», волшебные существа из другой страны могут временно жить в человеческой семье. Кимихито Курусу, «доброволец» «межвидового культурного обмена», живущий на данный момент один в большом доме, так как его родители уехали за границу, не имел к данному проекту никакого отношения. Однако, миссис Смит, один из координаторов проекта по ошибке устраивает у него Мию — девушку-ламию, которая мгновенно привязывается к главному герою и решает стать его супругой. Но это было только началом. Вскоре миссис Смит начинает противозаконно подселять к Кимихито и других девушек-монстровː гарпию по имени Папи, кентавра по имени Сэнтория, желеобразную Су и русалку по имени Лорэлей. Все девушки твёрдо намерены сделать Кимихито своим будущим супругом. Это приводит к открытой вражде между девушками и даже угрожает жизни самого Кимихито, который гораздо слабее каждой отдельно взятой девушки-монстра.

## Список персонажей
Кимихито Курусу (яп. 来留主 公人 Курусу Кимихито)
Сэйю: Дзюндзи Мадзима
Главный герой истории, живущий один в большом доме, так как его родители уехали за границу. Согласился принять участие в программе по культурному обмену, но не ожидал, что Смит подселит к нему множество девушек-монстров. Ему приходится постоянно защищаться от девушек, которые пытаются заняться с ним любовью, но в то же время никогда не оставляет их в беде и всячески стремится помочь. При этом парень является мастером на все руки и первоклассным поваром.
Миа (яп. ミーア Миːа)
Сэйю: Сора Амамия
Ламия. Первая девушка-монстр, попавшая в дом Кимихито. Её длина вместе с хвостом составляет 8 метров. Так как Миа холоднокровная, для неё опасно находится в холодной среде и в воде, так как она начнёт стремительно засыпать и даже может умереть от переохлаждения. Изначально отправилась в Японию, чтобы найти «племенного мужа», однако в рамках межвидового обмена Мие это было строго запрещено. Она сразу влюбилась в Кимихито, которого зовёт «Дорогой» и, вопреки запрету, решилась пойти на потерю девственности, но ей так и не удалось осуществить это из-за конкуренции со стороны других девушек. С другой стороны это не помешало им стать хорошими подругами-соперницами. Хорошая домохозяйка, но готовит очень плохо. Дружелюбна и общительна.
Папи (яп. パピ Папи)
Сэйю: Ари Оридзава
Девушка — гарпия. Выглядит, как ребёнок, на деле же гораздо старше, это объясняется тем, что гарпии сами по себе маленькие, чтобы им было легче летать. Несмотря на это, внешность Папи соответствует и её личностиː она игривая, несерьёзная и обладает «куриной памятью» . Папи, как и Миа, хочет заняться любовью с Кимихито, чтобы принести потомство. Её племя, состоящее из женщин в определённые сезоны спаривается со множеством человеческих мужчин, чтобы принести разнообразное потомство. Даже если гарпия не занималась любовью, она всё равно будет откладывать яйца, но бесплодные. При этом яйцо гарпии очень ценится на чёрном рынке. Точная копия своей матери.
Цэнтория Шианус (яп. セントレア・シアヌス Сэнторэа Сианусу)
Сэйю: Нацуки Аикава
Девушка — кентавр. В её племени, в отличие от Ламий и Гарпий имеются мужчины. А так же кентаврии, как показано в сериале, могут рожать и от простых мужчин как Ламии и Гарпии. Она была воспитана как воин и рыцарь, преисполнена чувством чести. После того, как Кимихито спас её от удара меча преступником (причём меч был её собственный, который выпал у неё из рук при погоне за этим преступником - воришкой сумок), Сэнтория влюбляется в него и решает быть верной ему. При этом попросила её называть по имени. Сэнтория ревностно охраняет Кимихито от остальных девушек-монстров, чтобы те не изнасиловали его, но сама же страстно желает Кимихито и является чуть ли не самой главной соперницей Мии. Невероятна сильна. Может перевозить на себе человека, для чего имеет седло. Великолепно владеет мечом и луком. Так же в рукопашном бою, как показано в сериале, дубинкой может свалить большого кабана. При этом девушка невинна и скромна. Может радоваться даже простым знакам внимания, как например — просто подержаться с возлюбленным за руки. Легко находит общий язык с девушками.
Су (яп. スー Суː)
Сэйю: Маюка Номура
Слизнеобразная девушка, сама попавшая в дом Кимихито. Имя Су для неё придумала Папи, так как настоящее неизвестно. Её тело представляет собой жидкую массу, с помощью которой она может подобно жидкости менять форму, чаще принимает форму маленькой девочки типа Папи, и проникает через щели. Изначально не была заинтересована в женитьбе и даже не умела говорить. Но впоследствии научилась говорить и очень привязалась к Кимихито. Очень любит шутить над девочками, залезая под их одежду или даже обволакивая их тела. Обладает рядом необычных свойств, таких как чтение мыслей, определение съедобной и несъедобной еды, трансформация внешности. Благодаря умению читать мысли, легко узнает о слабостях девушек. Так же это необычное свойство спасает от назойливого папарацци, желающего обманут Кимихито и девушек. Су зависима от воды, без неё она постепенно уменьшается в размерах, но в то же время ей нельзя попадать в слишком крупный водоём, так как она в нём полностью растворится. Вместе с Папи являются лучшими подругами.
Мэроне Лорэлей (яп. メロウヌ・ローレライ Мэруну Роːрэраи)
Сэйю: Харука Ямадзаки
Русалка. Влюблена в Кимихито, но не навязывается ему, так как будучи вдохновлённой рассказом о русалочке, предпочитает оставаться на стороне, и «страдать» от того, что её любимый встречается с другой девушкой. Впоследствии её любовь стала ещё сильнее, но и одержимость трагедией удвоилась. Чтобы передвигаться по суше, она использует инвалидную коляску и прячет хвост под длинным платьем в стиле «готическая лолита». Легко находит общий язык с девушками.
Рахнера Арахнера (яп. ラクネラ・アラクネラ Ракунэра Аракунэра)
Сэйю: Сакура Накамура
Арахна, женщина-паук, ранее жившая в другой семье, но та от неё отказалась, а в последующем с ней жестоко обращались, в результате чего Рахнера очерствела. Больше всего на свете ненавидит лгунов и лицемеров. Она прослышала о доброте Кимихито, для чего лично похитила его, чтобы опровергнуть для себя слухи. Однако Кимихито сумел очаровать Рахнеру. В результате выясняется, что Миссис Смит была её координатором и Рахнера оказалась в таком положении из-за небрежного выполнения своих обязанностей со стороны Смит. Рахнера, или Рахни, как её всё называют, страстная поклонница БДСМ и как правило именно в таком виде проявляет своё желание к Кимихито. В частности во время своих попыток соблазнить его, активно использует свою паутину. К тому же это помогает ей нейтрализовать остальных девушек, пытающихся помешать ей. Рахнере чаще всего даёт отпор Сэнтория, что однако не помешало им в определенной степени и подружиться. В частности Рахнере по душе честность Сэнтории, а Сэнтория уважает Рахнеру за то, что в кризисных ситуациях на неё можно положиться.
В одной из серий показано, что реагирует на кофе, как обычный человек на алкоголь.
Лала (яп. ララ Рара)
Сэйю: Аи Какума
Дуллахан, говорит с ирландским акцентом, любит говорить в литературно-мрачной манере, которую чаще мало кто понимает, отчего девушка потом сильно смущается, и носит при себе косу. Сначала притворяется синигами, напугав остальных девушек тем, особенно Мию, что Кимихито пришла пора умереть. В конце концов она тоже остаётся жить с Кимихито. Причиной она называет свой интерес к парню, а точнее к его невероятной живучести, из-за которой он не единожды избегал смерти, даже будучи уже на самом волоске. При этом она не набрасывается на парня, как остальные девушки, аргументируя это тем, что душа Кимихито после смерти будет принадлежать ей. В обычных ситуациях ведёт себя как обыкновенная девушка с присущей ей степенью смущения.
Смит (яп. 墨須 Сумису)
Сэйю: Ю Кобаяси
Женщина, одна из координаторов программы обмена. Карикатура на государственного служащего, человека в чёрном. Смит ленива и, пользуясь безотказностью Кимихито, подсунула ему всех девушек-монстров, чтобы за ними были легче следить и можно было экономить на их питании. Также она никогда не предупреждает Кимихито о потенциальных опасностях со стороны монстров, например что они становятся агрессивными в полнолуние. Впрочем в кризисных ситуациях она действует быстро и решительно, хотя чаще всего валяет дурака. Параллельно Смит имеет собственный спецназ из других монстродевушек (отряд «MON»), которые проводят постоянные операции по поимке монстров, представляющих угрозу для людей. Обожает кофе, который готовит Кимихито, да и навещает его, чтобы бесплатно поесть.
Зомбина
Девушка-нежить. Член отряда «MON». Задира и язва, самая неуправляемая девушка отряда. Из за своей живучести в команде выполняет роль штурмовика. Её тело сшито из отдельных кусочков, что, однако, не мешает ей обладать привлекательной внешностью. Обожает фильмы про зомби, внушительное огнестрельное оружие, также любит читать яойную мангу. Изначально была не заинтересована в Кимихито, как и вообще в отношениях с парнями, однако после ряда случаев и встреч прониклась к нему симпатией.
Тионися
Девушка-огр. Член отряда «MON». Очень высокая (сильно комплексует из-за своего роста и размеров). Обладает внушительной силой и поэтому, как и Зомбина, в команде выполняет роль штурмовика. Во время серьезных заданий облачается в штурмовые доспехи, в которых ее можно спутать с мужчиной. Несмотря на кажущуюся грозную внешность, очень добрая и даже наивная девушка. Обожает милые вещи, в нерабочее время любит одеваться в просторную и очень милую одежду. Испытывает к Кимихито нежную симпатию. Последний впоследствии отметил, что Тия, так она просит себя называть, обладает непостижимой аурой, дающая ей возможность улаживать любые конфликты в любом коллективе.
Манако
Девушка-циклоп. Член отряда «MON». В команде выполняет роль снайпера. Очень стеснительная невысокая девушка. Комплексует по поводу своего роста и размера груди. Робкая и застенчивая, с трудом находит общий язык с людьми. Главным образом из-за своего глаза, который большинству людей кажется «не симпатичным» из-за чего многие при разговоре не смотрят ей в глаз. Впоследствии справилась с этим, во многом благодаря поддержке Кимихито, ставший первым парнем, честно посмотревшим ей в глаз. Симпатизирует ему.
Доппель
Девушка-доппельгангер. Член отряда «MON». Благодаря своей способности менять внешность в команде выполняет роль диверсанта. В точности никто не знает как на самом деле выглядит Доппель, возможно и она сама, но чаще всего предстает в образе невысокой девушки с длинными белыми волосами. Не любит одежду и всегда появляется голышом, за исключением во время выполнения операций. Парнями и отношениями не интересуется, но видимо испытывает некоторую симпатию к Кимихито. Во всяком случае он единственный, кто смог уговорить её одеться.

## Манга
Автором и иллюстратором манги является Окаядо. Манга публиковалась издательством Tokuma Shoten в ежемесячном журнале Monthly Comic Ryū с 19 марта 2012 года. Первый том манги был выпущен 13 сентября 2012 года. Манга также была лицензирована компанией Seven Seas Entertainment для выпуска на территории США.

### Список томов манги
Манга была собрана в 12 томов, восемь из которых также опубликованы на английском языке ː
| №  | Японский (оригинал)   | Японский (оригинал)     | Английский           | Английский             |
| №  | Дата публикации       | ISBN                    | Дата публикации      | ISBN                   |
| -- | --------------------- | ----------------------- | -------------------- | ---------------------- |
| 1  | 13 сентября 2012 года | ISBN 978-4-19-950306-1  | 15 октября 2013 года | ISBN 978-1-937867-90-4 |
| 2  | 13 февраля 2013 года  | ISBN 978-4-19-950324-5  | 7 января 2014 года   | ISBN 978-1-626920-03-3 |
| 3  | 13 июля 2013 года     | ISBN 978-4-19-950347-4  | 6 мая 2014 года      | ISBN 978-1-626920-31-6 |
| 4  | 13 ноября 2013 года   | ISBN 978-4-19-950362-7  | 19 августа 2014 года | ISBN 978-1-626920-46-0 |
| 5  | 13 марта 2014 года    | ISBN 978-4-19-950386-3  | 18 ноября 2014 года  | ISBN 978-1-626921-06-1 |
| 6  | 13 сентября 2014 года | ISBN 978-4-19-950412-9  | 3 марта 2015 года    | ISBN 978-1-626921-20-7 |
| 7  | 13 марта 2015 года    | ISBN 978-4-19-950441-9  | 11 августа 2015 года | ISBN 978-1-626921-60-3 |
| 8  | 12 августа 2015 года  | ISBN 978-4-19-950465-5  | 2 февраля 2016 года  | ISBN 978-1-626922-13-6 |
| 9  | 13 февраля 2016 года  | ISBN 978-4-19-950492-1  | 30 августа 2016 года | ISBN 978-1-626922-78-5 |
| 10 | 13 июня 2016          | ISBN 978-4-19-950513-3  | 6 декабря 2016       | ISBN 978-1-626924-39-0 |
| 11 | 12 ноября 2016 года   | ISBN 978-4-199505-35-5  | 25 апреля 2017       | ISBN 978-1-626924-66-6 |
| 12 | 13 апреля 2017        | ISBN 978-4-19 9505-60-7 | 29 августа 2017      | ISBN 978-1-626925-17-5 |

## Аниме
В сентябре 2014 года на официальном сайте манги Monster Musume был проведён официальный опрос, желают ли фанаты увидеть аниме-адаптацию. После чего в марте 2015 года было объявлено, что аниме начнёт свою трансляцию в июле 2015 года. Режиссёром выступил Тацуя Ёсихара, сценаристом Кадзуюки Фудэясу, созданием сериала занимались студии Lerche и Seva. Также стали известны имена озвучивающих актёров. Открывающую тему Saikōsoku Fall in Love (яп. 最高速 Fall in Love Саикоːсоку Fall in Love) исполняют сэйю главных героинь, а концовку "Hey! Smith!!" (яп. Hey!スミス!! Hey! Сумису!!), исполняет сэйю Миссис Смит и её командыː Монако, Тионисии, Зомбины и Доппел.
Серии транслировались по японским телеканалам Tokyo MX, SUN, KBS, BS11, и AT-X.. Помимо этого показ сериала на английском языке состоялся в США, Индонезии, Сингапуре, Таиланде и Филиппинах. Также сериал доступен для просмотра на сайте Crunchyroll в США, Канаде, Англии, Ирландии, ЮАР, Австралии, Новой Зеландии, Латинский Америки, Голландии, Скандинавии и Турции. Права на распространение аниме на английском языке принадлежат компании Sentai Filmworks.
12 ноября 2016 года к выпуску планируется OVA-серия, она будет пересказывать сюжет 17 главы из 4 тома манги.
13 апреля 2017 года будет выпущен вторая OVA-серия с двенадцатым томом манги.

### Список серий аниме
| №     | Название | Дата премьеры         |
| ----- | --- | --------------------- |
| 1     | Everyday Life with a Lamia «Рамиа но Иру Нитидзё» (ラミアのいる日常)                                          | 7 июля 2015 года      |
| 2     | Everyday Life with a Harpy and Centaur «Хаːпи то Кэнтаросу но Иру Нитидзё» (ハーピーとケンタウロスのいる日常) | 14 июля 2015 года     |
| 3     | Everyday Life Under Dangerous Circumstances «Абунаи Дзидзё на Нитидзё» (アブない事情な日常)                   | 21 июля 2015 года     |
| 4     | Everyday Life with a Slime «Сураиму но Иру Нитидзё» (スライムのいる日常)                                      | 28 июля 2015 года     |
| 5     | Everyday Life with a Mermaid «Нингё но Иру Нитидзё» (人魚のいる日常)                                          | 4 августа 2015 года   |
| 6     | Everyday Life with Shedding and Egg Laying «Даппи то Санран Суру Нитидзё» (脱皮と産卵する日常)                | 11 августа 2015 года  |
| 7     | Everyday Life with MON and an Arachne «МОН то Аракунэ но Иру Нитидзё» (MONとアラクネのいる日常)               | 18 августа 2015 года  |
| 8     | Everyday Life in Poor Health «Тайтё Фуруё на Нитидзё» (体調不良な日常)                                        | 25 августа 2015 года  |
| 9     | Everyday Life with Threatening Letters «Кёхакудзё га Кита Нитидзё» (脅迫状が来た日常)                         | 1 сентября 2015 года  |
| 10    | Everyday Life with D «Ди но Иру Нитидзё» (Dのいる日常)                                                        | 8 сентября 2015 года  |
| 11    | Everyday Life with Dullahan «Дурахан но Иру Нитидзё» (デュラハンのいる日常)                                   | 15 сентября 2015 года |
| 12    | Everyday Life with Monster Girls «Монсутаː Мусумэ-тати но Иру НитидзёNichijō» (モンスター娘たちのいる日常)    | 22 сентября 2015 года |
| OVA 1 | Everyday Life at the Pool «Jimu de Pūru na Nichijō» (ジムでプールな日常)                                      | 12 ноября 2016 года   |
| OVA 2 | Everyday Life when Rachnera Disappears «Rakunera ga Inaku Naru Nichijō» (ラクネラがいなくなる日常)            | 13 апреля 2017 года   |

## Видеоигра
Вместе с выпуском первой серии было объявлено о предстоящем выпуске онлайн-игры, разработанной студией DMM Games в 2015 году. Выход игры состоялся 21 декабря 2015 года.

## Восприятие
По состоянию на 1 сентября 2014 года всего было продано свыше миллиона томов манги. А 13 февраля 2016 года отметка проданных копий достигла 2,3 миллиона. Первый том манги на территории США попал в список комиксов-бестселлеров по версии газеты New York Times.
Ребекка Силверман, критик сайта ANN отметила, что со стороны сюжет выглядит халтурным этти-гаремом, но концепция девушек-монстров, их индивидуальные черты характера и трудности ужиться среди человеческого мира придают сюжету индивидуальность и свежесть. Мужчины-зрители будут довольны обилием качественного фансервиса. Но несмотря на это, сюжет всё равно получается стереотипным, a девушек-монстров к концу тоже становится так много, что сюжет больше не успевает уделять каждой из них внимание. Критик дал манге оценку B.